# Еш-Шейх-Маскін
Еш-Шейх-Маскін (англ. Al-Shaykh Maskin, араб. الشيخ مسكين) — місто в Сирії, що є адміністративним центром друзької общини в нохії Еш-Шейх-Маскін, яка входить до складу мінтаки Ізра в південній сирійській мухафазі Дар'а.